# America Ferrera

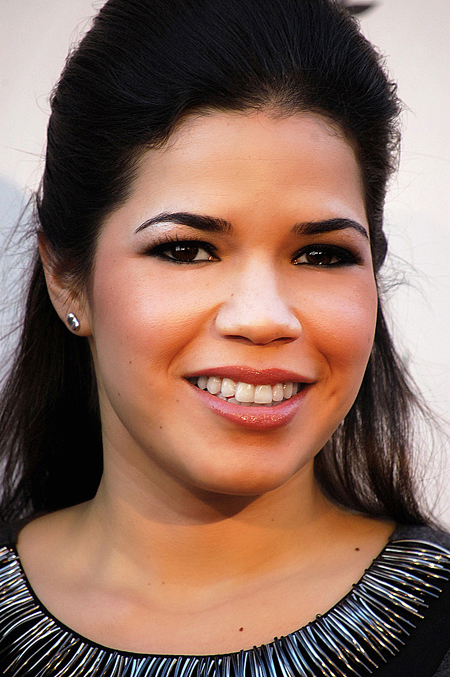
America Ferrera (2010)

America Georgine Ferrera (* 18. April 1984 in Los Angeles, Kalifornien) ist eine US-amerikanische Schauspielerin.

## Leben
Ferreras Eltern stammen aus Tegucigalpa in Honduras.
Bereits im Alter von acht Jahren begann sie, in Theaterproduktionen aufzutreten. Ihr Filmdebüt gab sie 2002 mit der Hauptrolle in der Komödie Echte Frauen haben Kurven, für die sie 2003 für den Young Artist Award nominiert wurde. Es folgten Gastauftritte in Fernsehserien wie CSI: Vegas und weitere Kinorollen in Eine für 4 und Dogtown Boys.
Von 2006 Bis 2010 spielte sie die Titelrolle in der Serie Alles Betty!, der US-amerikanischen Version von Yo soy Betty, la fea, für die sie als erste Latina den Golden Globe Award für die Beste Hauptrolle in einer Fernsehserie/Komödie gewann. Ein Jahr später erhielt sie bei der Primetime-Emmy-Verleihung 2007 auch den Preis für die Beste Hauptdarstellerin in einer Comedyserie und bei den Screen Actors Guild Awards 2007 den Award als Beste Darstellerin in einer Comedyserie.
2008 lief eine Fortsetzung von Eine für 4 im Kino. Seit 2010 sprach sie in der Animationsfilmreihe Drachenzähmen leicht gemacht, sowie von 2012 bis 2018 in 118 Folgen der Serie DreamWorks Dragons, die Rolle der Astrid Hofferson. Ab 2015 spielte Ferrera eine Hauptrolle in der Serie Superstore, die auf NBC läuft, bei einigen Folgen führte sie auch Regie. Sie stieg als Hauptdarstellerin nach den ersten beiden Folgen der 6. Staffel aus und trat nur noch in zwei weiteren Folgen in einer Nebenrolle auf.
Ihre Nebenrolle als Gloria in der Komödie Barbie (2023) brachte ihr eine Oscar-Nominierung ein.
Neben ihrer Schauspieltätigkeit studierte sie Internationale Beziehungen an der University of Southern California und erwarb 2013 einen Bachelor-Abschluss.
Im Juni 2011 heiratete sie den Schauspieler Ryan Piers Williams. Im Mai 2018 wurde sie Mutter eines Sohnes und im Mai 2020 einer Tochter.

## Filmografie (Auswahl)
- 2002: Echte Frauen haben Kurven (Real Women Have Curves)
- 2002: Ein Hauch von Himmel (Fernsehserie, 1 Folge)
- 2002: Rhythmus im Blut (Gotta Kick It Up)
- 2004: CSI: Den Tätern auf der Spur (CSI: Crime Scene Investigation, Fernsehserie, Folge 5x03 Harvest)
- 2005: Dogtown Boys (Lords of Dogtown)
- 2005: Eine für 4 (The Sisterhood of the Traveling Pants)
- 2006–2010: Alles Betty! (Ugly Betty, Fernsehserie, 85 Folgen)
- 2007: La Misma Luna
- 2008: Eine für 4 – Unterwegs in Sachen Liebe (The Sisterhood of the Traveling Pants 2)
- 2008: Tinkerbell (Tinker Bell)
- 2010: Drachenzähmen leicht gemacht (How to Train Your Dragon, Stimme für Astrid)
- 2010: Our Family Wedding
- 2011–2013: Good Wife (The Good Wife, Fernsehserie, 4 Folgen)
- 2012: End of Watch
- 2012: Half the Sky (Dokumentation)
- 2012: It’s a Disaster – Bist du bereit?
- 2012–2018: DreamWorks Dragons
- 2014: Cesar Chavez
- 2014: X+Y
- 2014: Drachenzähmen leicht gemacht 2 (How to Train Your Dragon 2, Stimme für Astrid)
- 2015–2021: Superstore (Fernsehserie)
- 2016: Special Correspondents
- 2017: Lass es, Larry! (Fernsehserie, 1 Folge)
- 2019: Drachenzähmen leicht gemacht 3: Die geheime Welt (How to Train your Dragon: The Hidden World, Stimme für Astrid)
- 2023: Barbie
- 2023: Dumb Money – Schnelles Geld (Dumb Money)
- 2024: What If…? (Fernsehserie, Folge 3x03, Stimme für Ranger Morales)

## Auszeichnungen
Oscar
- 2024: Nominierung als Beste Nebendarstellerin für Barbie

Golden Globe
- 2007: Beste Serien-Hauptdarstellerin – Komödie oder Musical für Ugly Betty
- 2008: Nominierung als Beste Serien-Hauptdarstellerin – Komödie oder Musical für Ugly Betty
- 2009: Nominierung als Beste Serien-Hauptdarstellerin – Komödie oder Musical für Ugly Betty

Emmy
- 2007: Beste Hauptdarstellerin in einer Comedyserie für Ugly Betty
- 2008: Nominierung als Beste Hauptdarstellerin in einer Comedyserie für Ugly Betty

Screen Actors Guild Award
- 2007: Beste Darstellerin in einer Comedyserie für Ugly Betty
- 2007: Nominierung für das Beste Schauspielensemble in einer Comedyserie (gemeinsam mit der Besetzung) für Ugly Betty
- 2008: Nominierung als Beste Darstellerin in einer Comedyserie für Ugly Betty
- 2008: Nominierung für das Beste Schauspielensemble in einer Comedyserie (gemeinsam mit der Besetzung) für Ugly Betty
- 2009: Nominierung als Beste Darstellerin in einer Comedyserie für Ugly Betty
- 2024: Nominierung für das Beste Schauspielensemble in einem Film (gemeinsam mit der Besetzung) für Barbie

Critics’ Choice Movie Awards
- 2024: Nominierung als Beste Nebendarstellerin für Barbie
- 2024: Nominierung für das Beste Schauspielensemble (gemeinsam mit der Besetzung) für Barbie

Satellite Award
- 2006: Nominierung als Beste Darstellerin in einer Serie (Komödie/Musical) für Ugly Betty
- 2007: Beste Darstellerin in einer Serie (Komödie/Musical) für Ugly Betty
- 2008: Nominierung als Beste Darstellerin in einer Serie (Komödie/Musical) für Ugly Betty
- 2023: Nominierung als Beste Nebendarstellerin in einem Film für Barbie

Imagen Award
- 2006: Beste Hauptdarstellerin in einem Film für Eine für 4
- 2007: Creative Achievement Award (Ehrenpreis)
- 2007: Beste Hauptdarstellerin in einer Fernsehserie für Ugly Betty
- 2008: Nominierung als Beste Hauptdarstellerin in einer Fernsehserie für Ugly Betty
- 2009: Beste Hauptdarstellerin in einer Fernsehserie für Ugly Betty
- 2010: Beste Hauptdarstellerin in einer Fernsehserie für Ugly Betty
- 2010: Nominierung als Beste Hauptdarstellerin in einem Film für Our Family Wedding
- 2014: Beste Nebendarstellerin in einem Film für Cesar Chavez
- 2016: Nominierung als Beste Hauptdarstellerin in einer Fernsehserie für Superstore
- 2018: Nominierung als Beste Hauptdarstellerin in einer Fernsehserie für Superstore
- 2019: Nominierung als Beste Hauptdarstellerin in einer Fernsehserie für Superstore
- 2021: als Beste Hauptdarstellerin in einer Fernsehserie für Superstore

ALMA Award
- 2007: Beste Hauptdarstellerin in einer Fernsehserie, einer Miniserie oder TV-Film für Ugly Betty

Sonstige
- 2002: Sundance Film Festival: Special Jury Prize als Ana Garcia in Echte Frauen haben Kurven
- 2007: Teen Choice Award: Choice TV Breakout als Betty Suarez in Alles Betty!